# Gorja de Cheddar
La gorja de Cheddar és el congost més gran del Regne Unit, prop del poble de Cheddar als turons de Mendip, a Somerset, Anglaterra. Serpenteja al llarg de 3 km, amb una inclinació del 16% des de l'alt dels Mendips fins al poble de Cheddar. Els penya-segats són calcaris, austers i grisos, amb parets fissurades i pinacles que s'eleven verticalment fins a 107-122 m. Prop de la base del coll, una escala de 274 esglaons, l'escala de Jacob, condueix a una vista panoràmica dels Mendips, Somerset i els Quantocks. La gorja allotja les coves de Cheddar, on es trobà l'esquelet humà complet més vell de la Gran Bretanya amb uns 9.000 anys d'antiguitat, que s'anomenà Cheddar Man. També s'hi han trobat les restes més antigues del Paleolític superior (12.000 - 13.000 anys).
Aquestes gorges, incloses les coves i altres atraccions, s'han convertit en una destinació turística. Segons enquesta de 2005 als lectors de Radio Times, després de la seva aparició al programa de televisió Seven Natural Wonders (2005), la gorja Cheddar va ser distingida com la segona meravella natural més gran de Gran Bretanya, només superada per les coves de Dan yr Ogof. El congost atrau uns 500.000 visitants a l'any.